# 刑事偵緝處 (巴勒斯坦託管地)

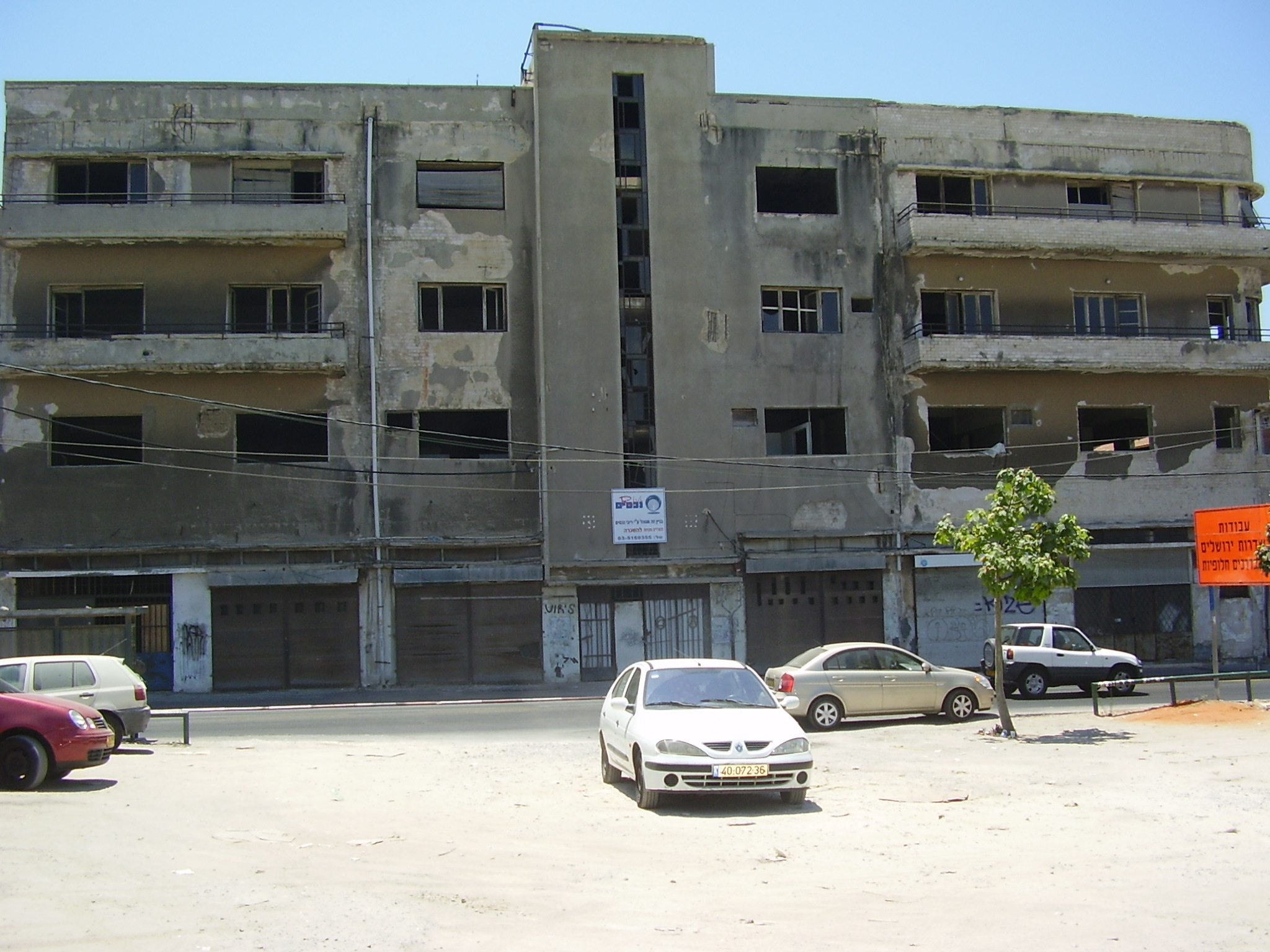
巴勒斯坦警察隊刑事偵緝處總部原址，位於雅法

刑事偵緝處（英語：Criminal Investigation Department，縮寫）設於英國巴勒斯坦託管地，是巴勒斯坦警察隊的下屬部門。
刑事偵緝處於1921年隨巴勒斯坦警察隊成立，最初負責司法偵查。1929年阿拉伯人暴動後，該處亦負責收集及分析情報，維護託管地安全，以及防止族裔間衝突。
1934年，刑事偵緝處警員增至57名。1936年，阿拉伯人大暴動爆發。在1936年阿拉伯人大暴動期間，該處開始重視阿拉伯語，許多警務人員開始學習該語言。相比之下，託管地很少有英籍警員通曉希伯來語。後來，皮爾會員會報告稱，該處未能有效提早預防暴動。
該處為託管地阿拉伯恐怖分子的重點襲擊目標。1937年4月，海法警務處督察哈利姆·巴斯塔被阿拉伯暴徒刺殺。